# Nuvuktik Island
Nuvuktik Island är en ö i Kanada.   Den ligger i territoriet Nunavut, i den östra delen av landet, 2 400 km norr om huvudstaden Ottawa.
Trakten runt Nuvuktik Island består i huvudsak av gräsmarker.